# معدن غدارتول (صوغان)
معدن غدارتول (بالإنجليزية: Madan-e Gadartul)‏ هي منطقة سكنية تقع في إيران في كرمان. يقدر عدد سكانها بـ 39 نسمة .